# Zabar
Zabar là một thị trấn thuộc hạt Nógrád, Hungary. Thị trấn này có diện tích 18,17 km², dân số năm 2010 là 553 người, mật độ 30 người/km².